# Dryopteris marginata
Dryopteris marginata är en träjonväxtart som först beskrevs av Wall och Christ, och fick sitt nu gällande namn av Christ. Dryopteris marginata ingår i släktet Dryopteris och familjen Dryopteridaceae. Inga underarter finns listade.